# Daniel Loney Leedy
Daniel Loney Leedy est un ornithologue américain, né le 17 février 1912 à Butler (Ohio) et mort le 20 janvier 2003 à Washington DC.

## Biographie
Grandissant dans une ferme de l’Ohio, il montre un intérêt précoce pour les oiseaux. Il fait ses études à l’université de Miami où il obtient un Bachelor of Arts en géologie (1934) et un Bachelor of Sciences en éducation (1935). Il poursuit ses études à l’université d'État de l'Ohio où il obtient son Master of Sciences en 1938 et son Ph. D. en 1940. Il enseigne dans le domaine de la conservation de la nature jusqu’en 1942, date à laquelle il entre dans l’armée. À la fin de la Seconde Guerre mondiale, il quitte l’armée avec le rang de capitaine.
En 1945, il entre dans le service de protection de la faune et de la flore de l’Ohio où il commence à travailler sur le faisan. En 1949, il part à Washington comme biologiste au sein du programme de protection de l’environnement (Cooperative Wildlife Research Unit program). De 1957 à 1963, il dirige la branche de la vie sauvage dans le service de recherche biologique (United States Fish and Wildlife Service). En 1963, il devient le chef du département de recherche et de pédagogie du bureau des loisirs verts (Bureau of Outdoor Recreation). Il termine sa carrière (1965-1974) dans le service des ressources en eaux du ministère de l’Intérieur américain.
Leedy reste très actif après son départ à la retraite en 1974 et continue de travailler dans le domaine de la conservation de l’environnement. Il fait paraître plus de cent publications, notamment sur le faisan.
Membre de nombreuses sociétés savantes comme la Wildlife Society ou l’American Ornithologists' Union, il reçoit des prix divers notamment le prix Aldo Leopold.

## Source
- Lowell W. Adams (2004). In Memoriam : Daniel Loney Leedy, 1912-2003, The Auk, 121 (3) : 972.  (ISSN 0004-8038)